# William Jordan (remer)
William Conrad "Bill" Jordan (Cleveland, Ohio, 25 de juny de 1898 - Springfield, Ohio, 13 de juliol de 1968) va ser un remer estatunidenc que va competir al primer quart del segle xx.
Va prendre part en els Jocs Olímpics d'Estiu de 1920 d'Anvers, on guanyà la medalla d'or en la competició del vuit amb timoner del programa de rem.